# Pomrowicowate
Pomrowicowate (Limacodidae) – rodzina motyli obejmująca około 1000 gatunków. Przykładowym gatunkiem z tej rodziny jest Sibine stimulea. 
W Polsce występują dwa:
- Apoda avellana – pomrowica leszczynówka
- Heterogenea asella

Wyróżniane są podrodziny:
- Chrysopolominae
- Limacodinae

## Bibliografia

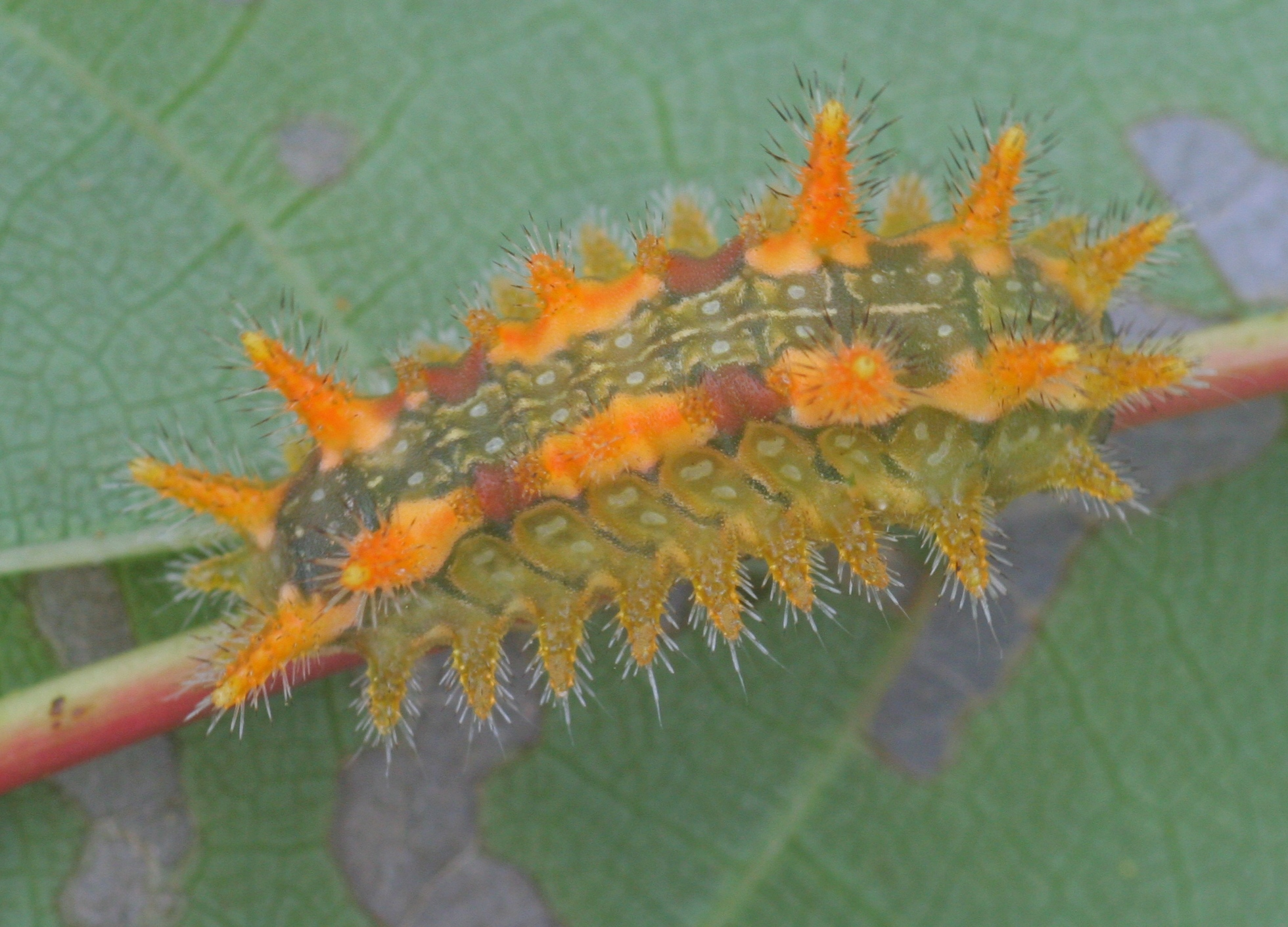
Gąsienica Euclea delphinii